# Bezirk Saaz

Politische Bezirke des Königreichs Böhmen 1893

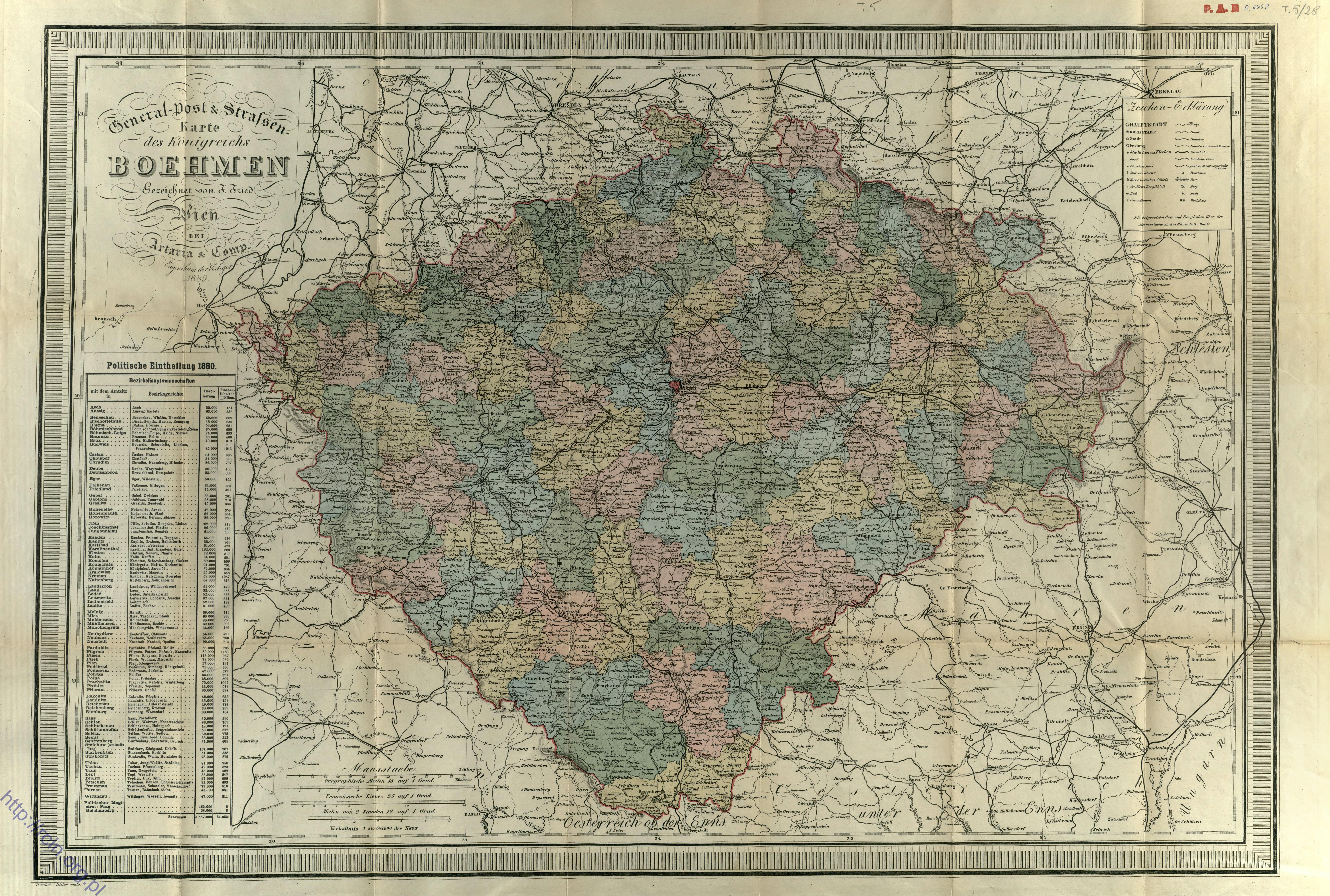
Politische Bezirke mit Statistik 1889

Der Bezirk Saaz (tschechisch Okresní hejtmanství Žatec, politický okres Žatec) war ein Politischer Bezirk im Königreich Böhmen. Der Bezirk umfasste Gebiete im westlichen Teil Nordböhmens im Okres Louny. Sitz der Bezirkshauptmannschaft war die Stadt Saaz (Žatec). Das Gebiet gehörte seit 1918 zur neu gegründeten  Tschechoslowakei und ist seit 1991 Teil Tschechiens.

## Geschichte

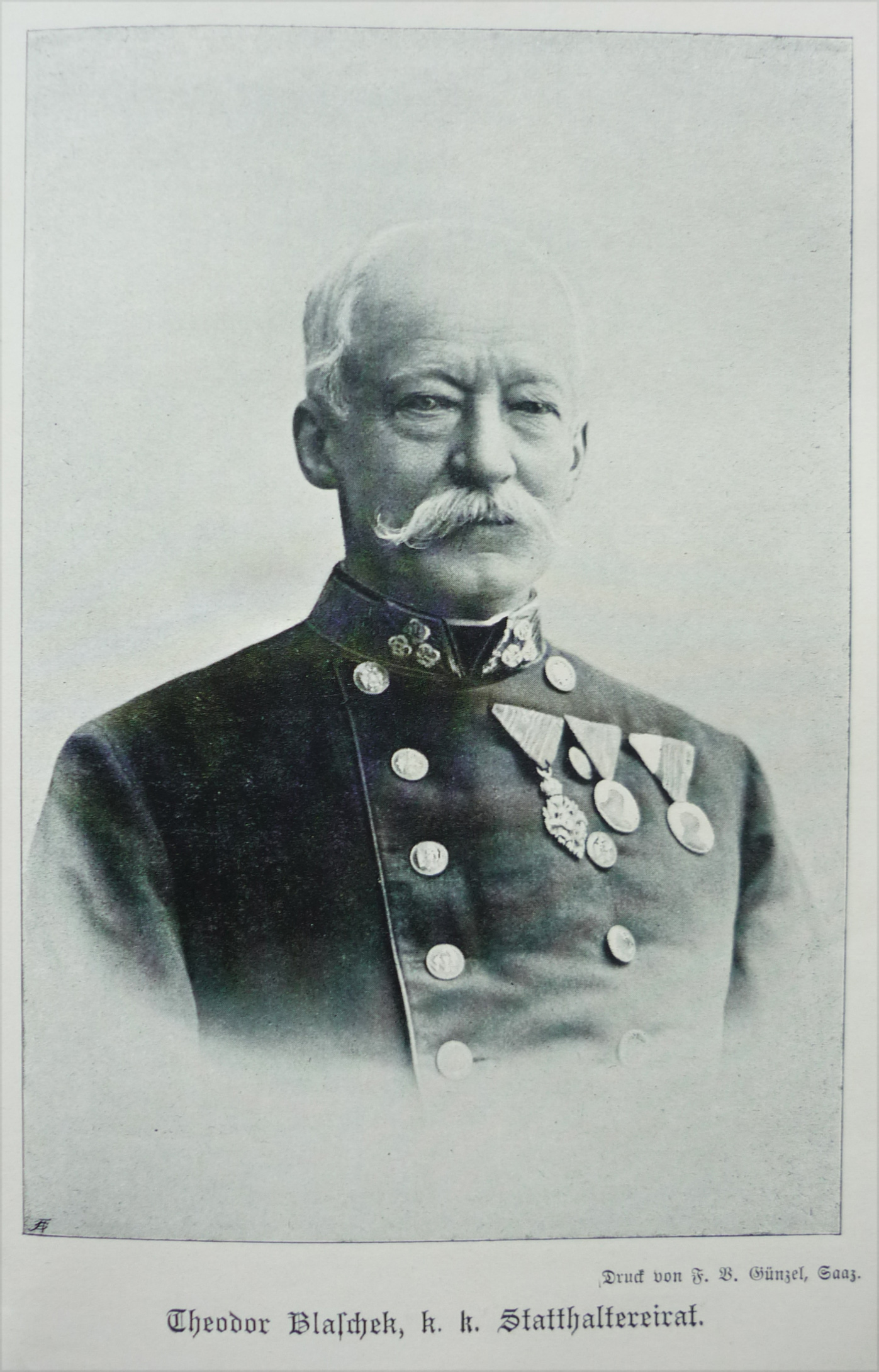
Theodor Blaschek, Bezirkshauptmann des Bezirkes Saaz

Die modernen, politischen Bezirke der Habsburgermonarchie wurden 1868 im Zuge der Trennung der politischen von der judikativen Verwaltung geschaffen.
Der Bezirk Saaz wurde 1868 aus den Gerichtsbezirken Postelberg (tschechisch soudní okres Postoloprty) und Saaz (Žatec) gebildet.
Der Bezirkshauptmann von Saaz war als k.k. Statthaltereirat überwachender Bezirkshauptmann für die Bezirke Brüx, Komotau, Laun und Podersam.
Bezirkshauptmann im Bezirk Saaz waren:
- Friedrich Sellner (1862–1864)
- Franz Trojan (1864–1870)
- Adolf Spulak (1870–1890)
- Theodor Blaschek (* 1831, † 1913), (1890–1894)
- Hermann von Campe (1895–1900)
- Wilhelm Bayer (1901–1902)
- Karl Blach (ab 1902)

Die Kanzlei der Bezirkshauptmannschaft befand sich im Haus Nr. 125 am Floriansplatz in Saaz (heute Žatec, nám. 5. května).
Im Bezirk Saaz lebten 1869 30.435 Personen, wobei der Bezirk ein Gebiet von 8,7 Quadratmeilen und 96 Gemeinden umfasste.
1900 beherbergte der Bezirk 48.900 Menschen, die auf einer Fläche von 403,35 km² bzw. in 71 Gemeinden lebten.
Der Bezirk Saaz umfasste 1910 eine Fläche von 403,25 km² und beherbergte eine Bevölkerung von 49.452 Personen. Von den Einwohnern hatten 46.089 Deutsch als Umgangssprache angegeben. Weiters lebten im Bezirk 2.953 Tschechischsprachige und 410 Anderssprachige oder Staatsfremde. Zum Bezirk gehörten zwei Gerichtsbezirke mit insgesamt 35 Gemeinden bzw. 38 Katastralgemeinden.
Nach dem Münchner Abkommen von 1938 wurde der Bezirk Saaz bis 1945 zum Landkreis Saaz. Von 1945 bis 1960 gab es den Okres Žatec wieder. Durch eine Verwaltungsreform wurden im Jahre 1960 die ehemaligen Bezirke Saaz, Podersam und Laun zum Okres Louny vereinigt. Damit verlor Žatec die wichtigsten Bezirksbehörden, wie Bezirksverwaltung und Bezirksgericht.

## Gemeinden
Der Bezirk Saaz umfasste Ende 1914 die 71 Gemeinden Bezdiek (Bezděkov), Wittoseß (Bitozeves), Ploscha (Blažim), Priesen (Březno), Weberschan (Břvany), Tschekowitz (Čejkovice), Tscheraditz (Čeradice), Quon (Chbany), Schünau (Číňov), Teschnitz (Deštnice), Dobritschan (Dobřicany), Drahomischl (Drahomyšl), Dubschan (Dubčany), Holletitz (Holedeč), Horatitz (Horetice), Hraidisch (Hradiště), Imling (Jimlín), Klitschin (Kličin), Klutschkau (Kluček), Kaunowa (Kounov), Lewanitz (Levonice), Liebeschitz (Liběšice), Liebotschan (Libočany), Litschkau (Líčkov), Lippenz (Lipenec), Großlippen (Lipno), Lischan (Lišany), Mallnitz (Malnice), Michelob (Měcholupy), Milloschitz (Milošice), Münitz (Minice), Mraiditz (Mradice), Netschenitz (Nečenice), Nehasitz (Nehasice), Neusattel (Nové Sedlo), Potscherad (Počeradce), Postelberg (Postoloprty), Przesau (Přeskaky), Pressern (Presserny), Reitschowes (Radíčeves), Ferbenz (Rvenice), Ribnian (Rybňany), Satkau (Sádek), Sedschitz (Sedčice), Sellowitz (Selibice), Semenkowitz (Seménkovice), Skupitz (Skupice), Sobiesak (Soběsuky), Stankowitz (Staňkovice), Steknitz (Stekník), Tronitz (Stránky), Sterkowitz (Strkovice), Straupitz (Stroupeč), Tattina (Tatinná), Trzeskonitz (Třeskonice), Schießglock (Třískolupy), Tuchorschitz (Tuchořice), Twerschitz (Tvršice), Welmschloß (Velemyšleves), Welletitz (Veletice), Großtschernitz (Velká Černoc), Wedruschitz (Větrušice), Ferbka (Vrbka), Wischkowa (Výškov), Wissotschan (Vysočany), Schaboglück (Žabokliky), Dreihöf (Záhoří), Saluschitz (Zálužice), Saaz (Žatec), Seltsch (Želec) und Schießelitz (Žiželice).